# Max Thieriot
Maximillion Drake Thieriot (* 14. října 1988 v Los Altos Hills, Kalifornie) je americký herec. Od roku 2013 do roku 2017 hrál v dramatickém seriálu Batesův motel. Od roku 2017 hraje jednu z hlavních rolí seriálu stanice CBS Tým SEAL.

## Životopis
Jeho rodiči jsou George Cameron Thieriot a Bridget Snyder. Má sestru Frances a bratra Aidana. Jeho dědeček, Charles de Young Thieriot, byl jedním ze spoluzakladatelů novin San Francisco Chronicle.

## Kariéra
Byl modelem pro módní značku Gap.
Objevil se ve dvou krátkých filmech, než přišla jeho první velká role v roce 2004 v komediálním thrilleru pro mládež Chyťte tu holku. O rok později získal roli ve filmu Ochránce, kde si zahrál jednoho z členů rodiny pod ochranou jednoho z Navy SEALs v podání Vina Diesela. Max zde předvedl svoje pěvecké nadaní.
Dále se objevil ve filmu Astronaut, který měl premiéru 23. února 2007, stejně jako v hrané filmové verzi Nancy Drew, jež byla promítána od 15. června 2007. V září 2006 stihl natočit ještě film Skokan, který byl uveden do kin 15. února 2008. V létě téhož roku měl premiéru i film Kit Kittredge: Odvážná novinářka.
V roce 2012 si zahrál společně s Jennifer Lawrenceovou ve filmu Dům na konci ulice. Od roku 2013 do roku 2017 hrál roli Dylana Massetta v dramatickém seriálu Batesův motel. V roce 2015 si zahrál v mini-seriálu Hrdinové od Alama. V roce 2017 získal jednu z hlavních rolí v seriálu stanice CBS Tým SEAL.

## Osobní život
V roce 2012 se zasnoubil se svojí dlouholetou přítelkyní Lexi Murphy. Dne 1. června 2013 se vzali v Arizoně. Syn Beaux Thieriot se jim narodil v prosinci 2015. Syn Maximus se jim narodil dne 21. ledna 2018.

## Filmografie

### Film
| Rok  | Název                            | Role                 | Poznámky |
| ---- | -------------------------------- | -------------------- | --- |
| 2004 | Chyťte tu holku                  | Gus                  | |
| 2005 | Ochránce                         | Seth Plummer         | nominace – The Stinkers Bad Movie Award v kategorii nejhorší dětský herecký výkon nominace – Young Artist Award v kategorii nejlepší dětský herecký výkon ve vedlejší roli (film) |
| 2006 | Astronaut                        | Shepard Farmer       | |
| 2007 | Nancy Drew: Záhada v Hollywoodu  | Ned Nickerson        | |
| 2008 | Jumper                           | Mladý David Rice     | |
| 2008 | Kit Kittredge: Odvážná novinářka | Will Shepherd        | Young Artist Award v kategorii nejlepší herecký výkon obsazení ve filmu |
| 2010 | Vem si mou duši                  | Adam „Bug“ Hellerman | |
| 2010 | Tak se měj                       | Shastin přítel       | |
| 2010 | Pokušení                         | Michael Stewart      | |
| 2011 | Foreverland                      | Will Rankin          | |
| 2011 | Domácí záležitosti               | Eric Burnett         | |
| 2012 | Yellow                           | Mladý Nowell         | |
| 2012 | Dům na konci ulice               | Ryan Jacobson        | |
| 2012 | Odpojit                          | Kyle                 | |
| 2015 | Bod zlomu                        | Jeff                 | |

### Televize
| Rok        | Název             | Role             | Poznámky                         |
| ---------- | ----------------- | ---------------- | -------------------------------- |
| 2012       | Dark Horse        | Carter Henderson | neprodaný televizní pilotní díl  |
| 2013–2017  | Batesův motel     | Dylan Massett    | 48 dílů, zrežíroval díl „Hidden“ |
| 2015       | Hrdinové od Alama | John Hays        | mini-seriál, 5 dílů              |
| 2017–dosud | Tým SEAL          | Clay Spencer     | hlavní role                      |